# Sites mégalithiques du Territoire de Belfort
 (décembre 2024).
Si vous disposez d'ouvrages ou d'articles de référence ou si vous connaissez des sites web de qualité traitant du thème abordé ici, merci de compléter l'article en donnant les références utiles à sa vérifiabilité et en les liant à la section « Notes et références ».
Cet article présente la liste des sites mégalithiques du Territoire de Belfort, en France.

## Inventaire
| Monument              | Type    | Remarque             | Localisation | Coordonnées                      | Illustration    |
| --------------------- | ------- | -------------------- | ------------ | -------------------------------- | --------------- |
| Tumulus du Mont Novel | Tumulus | Notice no IA00016786 | Montbouton   | 47° 27′ 55″ nord, 6° 55′ 35″ est | Image manquante |